# Salem, Indiana
Salem är en stad (city) i Washington County, i delstaten Indiana, USA. Enligt United States Census Bureau har staden en folkmängd på 6 295 invånare (2011) och en landarea på 10,4 km². Salem är huvudort i Washington County.